# Überlandstraßenbahn
Eine Überlandstraßenbahn, veraltet auch Fernstraßenbahn oder kurz Landstraßenbahn genannt, ist eine Straßenbahnstrecke, die sich deutlich von klassischen innerstädtischen Straßenbahnverbindungen unterscheidet. Der Begriff wird auch für eine auf Überlandabschnitten verkehrende Straßenbahn-Linie verwendet.

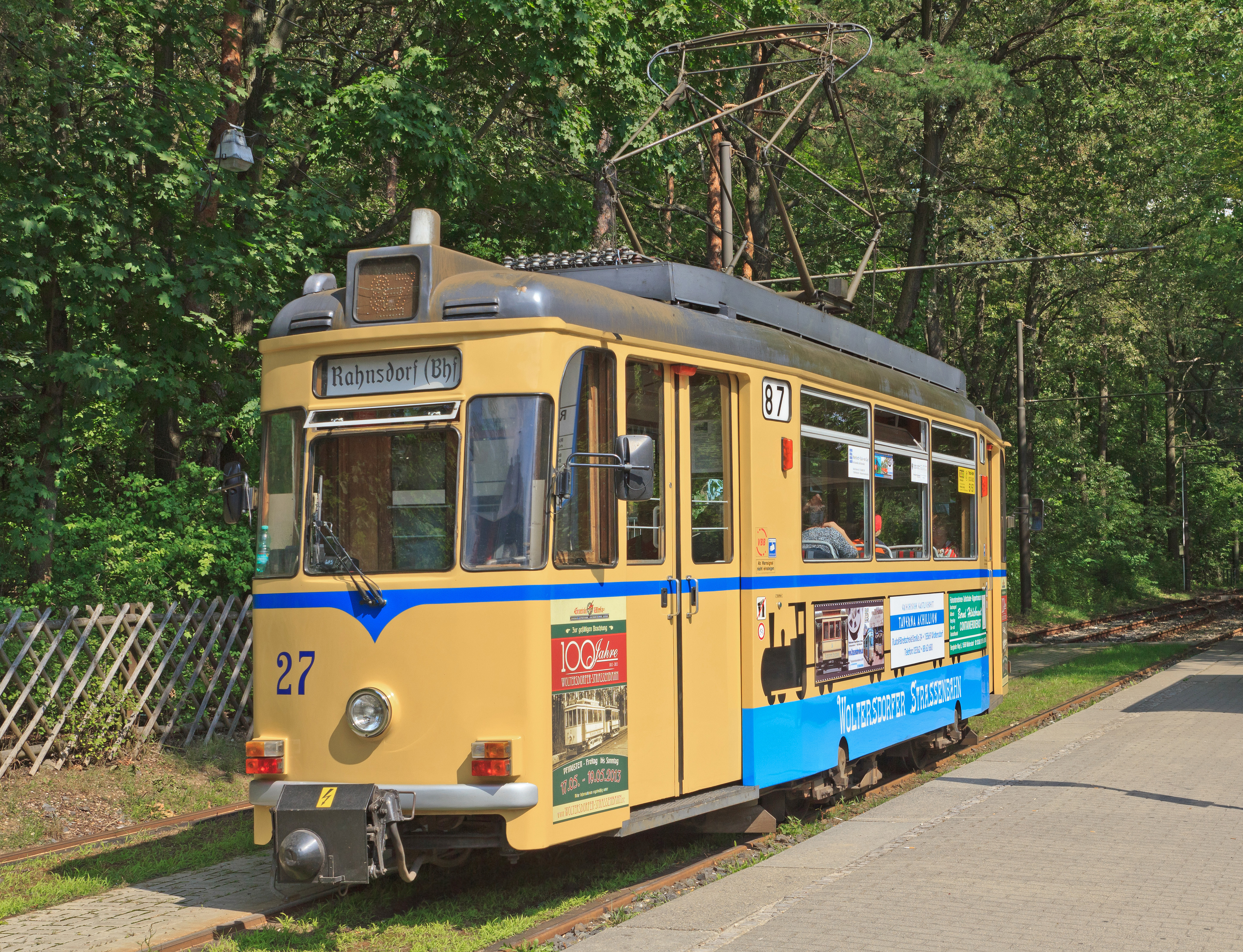
Die Woltersdorfer Straßenbahn bei Berlin ist eine typische Überlandstraßenbahn

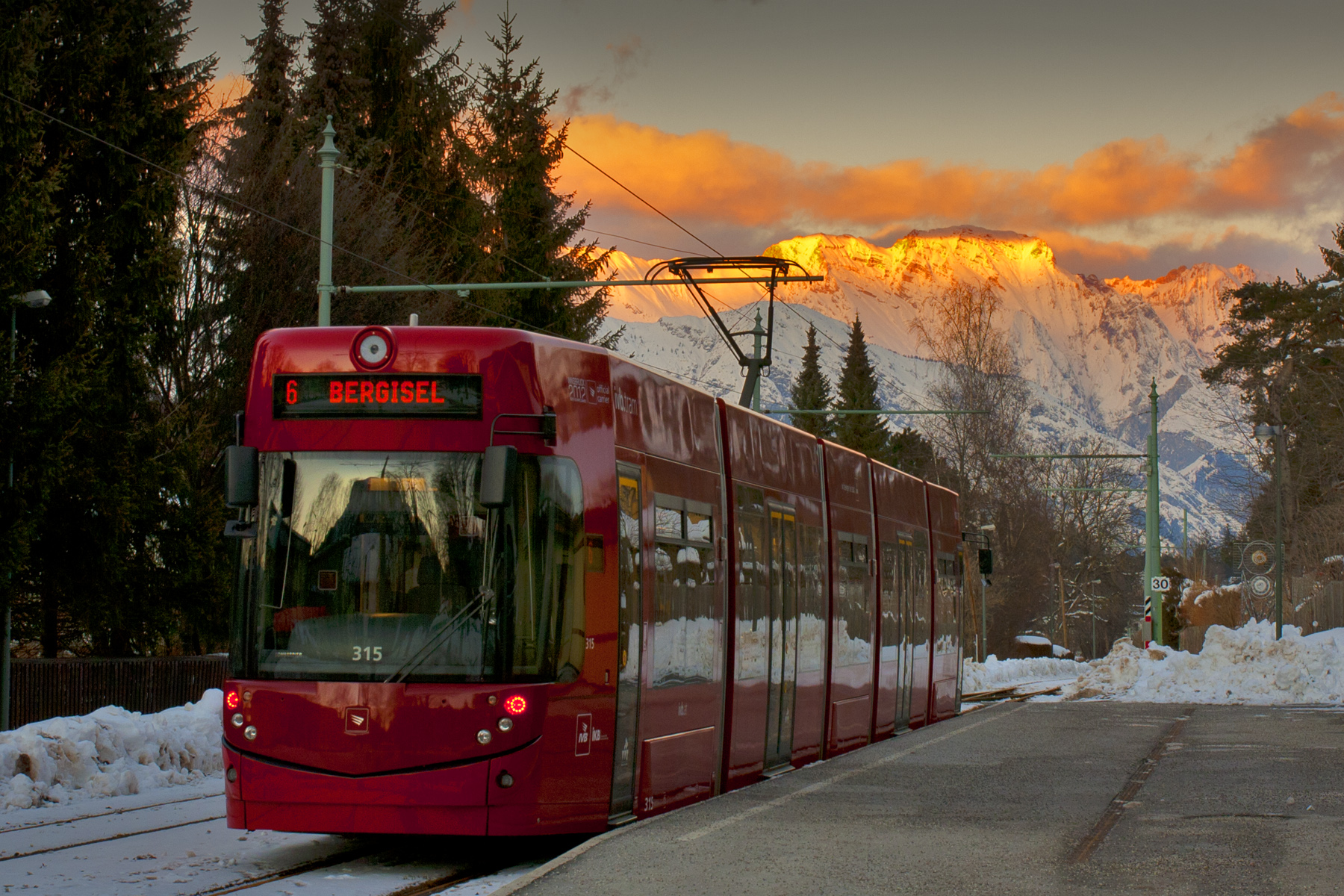
Die Linie 6 der Innsbrucker Verkehrsbetriebe ist eine der wenigen Überlandstraßenbahnlinien Österreichs

Eine Überlandstraßenbahn übernimmt Verkehrsbeziehungen im Regionalbereich, meist über Stadtgrenzen hinweg. Sie kann dabei auch, ähnlich einer klassischen Eisenbahn, städteverbindende Funktionen haben. Aber nicht jede städteverbindende Straßenbahnstrecke gilt als Überlandstraßenbahn. Dies ist beispielsweise dann nicht der Fall, wenn in Ballungsräumen wie dem Ruhrgebiet Städte ohne Siedlungslücke direkt aneinandergrenzen. Ebenfalls nicht zu den Überlandstraßenbahnen gehören Tram-Train-Systeme, denn diese verkehren in der Stadt als Straßenbahn und im ländlichen Bereich als Eisenbahn.
Überlandstraßenbahnen sind oft eingleisig mit Ausweichen trassiert, verkehren meist auf eigenem Bahnkörper mit Vignolschienen und weisen längere Haltestellenabstände auf. Oft verlaufen sie außerorts parallel zu Landstraßen, in Ortsdurchfahrten aber auf Rillenschienen im Straßenplanum. Ein weiteres Kennzeichen sind Haltestellen auf freiem Feld oder in Waldgebieten.

## Geschichte
Überlandstraßenbahnen waren früher in ganz Europa weit verbreitet. Sie sind heute selten geworden. In der Zeit vor dem Ersten Weltkrieg wurden zahlreiche Überlandstraßenbahnen gebaut, deren Verkehrsaufkommen letztlich eine dichte Zugfolge nicht rechtfertigte. Der Erste Weltkrieg beendete in vielen Regionen Pläne für den Bau von Überlandstraßenbahnnetzen oder die Erweiterung bestehender Netze. Bereits in den 1930er Jahren setzte in vielen europäischen Staaten eine erste Welle an Umstellungen auf Omnibusbetrieb ein. So verschwanden in dieser Zeit in Frankreich viele Überlandstraßenbahnnetze, die zwar teils Netzlängen im dreistelligen Kilometerbereich aufwiesen, deren Linien aber oftmals nur im Stundentakt, Zweistundentakt oder noch seltener bedient wurden. Auch in Deutschland wurden in den 1930er Jahren erste Überlandstrecken eingestellt. Im Westen Deutschlands wie auch in den übrigen westeuropäischen Ländern wurden die meisten Überlandstraßenbahnstrecken nahezu ausnahmslos in den 1950er und 1960er Jahren stillgelegt und durch Buslinien ersetzt. Das bauliche Wachstum vieler Städte und Stadtregionen sowie Eingemeindungen haben zudem dazu geführt, dass manche zu ihrer Bauzeit als Überlandstraßenbahn ausgeführte Strecken inzwischen vollständig von städtischer Bebauung umgeben sind und nicht mehr als Überlandstraßenbahnen erkennbar sind. „Klassische“ Überlandstraßenbahnen eingleisig in Seitenlage von Landstraßen außerhalb geschlossener Ortschaften sind daher sehr selten geworden, die meisten noch bestehenden Überlandstraßenbahnen weisen inzwischen weitgehend eigene Bahnkörper auf und sind oft zweigleisig ausgebaut.
In Nordamerika existierten bis Mitte des 20. Jahrhunderts eine Vielzahl von Interurbans mit ähnlichen Funktionen und Charakter einer Überlandstraßenbahn, die jedoch betrieblich eher einer Nebenbahn entsprachen. Auch diese Netze wurden zum überwiegenden Teil restlos stillgelegt. Einige wenige Strecken blieben aufgrund ihrer Nutzung für den Güterverkehr erhalten, in anderen Städten blieben innerstädtische Rumpfnetze trotz Stilllegung der meisten Strecken im Umland erhalten.
Die Renaissance der Straßenbahn hat dazu geführt, dass im Umland mancher Städte inzwischen wieder neue Straßenbahn- oder Stadtbahnstrecken mit ortsverbindendem Charakter gebaut werden, die auch längere Abschnitte außerhalb der Bebauung aufweisen. Beispiele sind die Strecken der Stadtbahn Stuttgart nach Remseck am Neckar und nach Nellingen auf den Fildern, die Strecken der Straßenbahn Karlsruhe nach Spöck und Rheinstetten oder die geplante Stadt-Umland-Bahn Nürnberg–Erlangen–Herzogenaurach.

## Betrieb und Technik
Grundsätzlich werden Überlandstraßenbahnen in Deutschland nach der Verordnung über den Bau und Betrieb der Straßenbahnen (BOStrab) betrieben. Damit unterscheiden sie sich grundlegend von Eisenbahnen (inklusive Lokal- und Kleinbahnen), die nach der Eisenbahn-Bau- und Betriebsordnung (EBO) oder der Eisenbahn-Bau- und Betriebsordnung für Schmalspurbahnen (ESBO) betrieben werden. Dennoch weisen Überlandstraßenbahnen, insbesondere im Sicherheits- und Signalbereich, häufig Elemente des Eisenbahnbetriebs auf. Außerdem wird manchmal auf den Überlandabschnitten eine höhere Fahrdrahtspannung verwendet, um mit weniger Unterwerken auszukommen. Ferner sind die im Überlandverkehr eingesetzten Fahrzeuge häufig etwas komfortabler ausgestattet. Beispiele hierfür sind ein großzügigerer Sitzteiler, ein hoher Sitzplatz- und geringer Stehplatzanteil, eine bequemere Bestuhlung, Armlehnen, Fenstertische, Gepäckablagen oder Vorhänge. Zudem weisen sie, dem größeren Haltestellenabstand auf Überlandstrecken geschuldet, mitunter weniger oder schmalere Türen auf.
Manche Überlandstraßenbahnen führen auch Güterverkehr durch. Hierfür kann bei normalspurigen Überlandstraßenbahnen ein direkter Fahrzeugaustausch stattfinden, bei schmalspurigen Bahnen sind Rollböcke notwendig. Die Güterwagen werden dabei von den Straßenbahn-Triebwagen oder aber von eigenen Lokomotiven gezogen.

## Bestehende Strecken

### Deutschland

#### Baden-Württemberg
- Möhringen – Plieningen, Linie U3 der Stuttgarter Straßenbahnen (siehe Stadtbahn Stuttgart), ein Streckenabschnitt der Bahnstrecke Stuttgart-Möhringen–Stuttgart-Hohenheim
- Rohrbach – Leimen, Linie 23 der RNV (siehe auch Straßenbahn Heidelberg)
- Möhringen – Leinfelden, Linie U5 der Stuttgarter Straßenbahnen (siehe Stadtbahn Stuttgart)
- Heumaden – Ruit – Scharnhausen – Nellingen, Linien U7 und U8 der Stuttgarter Straßenbahnen (siehe Stadtbahn Stuttgart)
- Mühlhausen – Remseck, Linie U14 der Stuttgarter Straßenbahnen (siehe Stadtbahn Stuttgart)
- Rheinstetten – Karlsruhe – Hagsfeld – Blankenloch – Friedrichstal – Spöck, Linie S2 der Verkehrsbetriebe Karlsruhe (siehe auch Stadtbahn Karlsruhe)

#### Bayern
- Augsburg – Inninger Straße – Königsbrunn, Linie 3 der Straßenbahn Augsburg (seit 12/2021; im engeren Sinne keine Überlandstraßenbahn, da zwischen den Städten nur zum Teil an offenem Feld entlangführend)
- München – Großhesseloher Brücke – Grünwald, Linie 25 der Münchner Verkehrsgesellschaft (siehe auch Straßenbahn München)

#### Berlin und Brandenburg
- Schmöckwitz–Grünauer Uferbahn, Linie 68 der Straßenbahn Berlin
- Rahnsdorf – Woltersdorf, Linie 87 der Woltersdorfer Straßenbahn
- Friedrichshagen – Schöneiche – Rüdersdorf, Linie 88 der Schöneicher-Rüdersdorfer Straßenbahn

- Strausberg Bahnhof – Strausberg Stadt, Linie 89 der Strausberger Eisenbahn

#### Hessen
- Darmstadt – Alsbach, Linie 6 und 8 der HEAG (siehe auch Nahverkehr in Darmstadt)
- Frankfurt – Neu-Isenburg, Linie 17 der Stadtwerke Verkehrsgesellschaft Frankfurt am Main (VGF) (siehe auch Straßenbahn Frankfurt am Main)
- Frankfurt – Bad Homburg, Linie U2 der VGF (seit 1971 Stadtbahnbetrieb, U-Bahn Frankfurt)
- Frankfurt – Oberursel, Linie U3 der VGF (seit 1978 Stadtbahnbetrieb, U-Bahn Frankfurt)
- Kassel-Wilhelmshöhe – Vellmar-Nord, Linie 1 der KVG (seit 2011 Straßenbahnbetrieb)
- Kassel-Kirchditmold – Kaufungen-Papierfabrik, Linie 8 der KVG

#### Niedersachsen und Bremen
- Langenhagen – Hannover – Laatzen – Rethen – Gleidingen – Heisede – Sarstedt, Linie 1 der Stadtbahn Hannover (27,8 km), davon Abschnitt Laatzen – Sarstedt als Überlandstraßenbahn
- Bremen Linien 1 und 8 zwischen den Haltestellen Gelsenkirchener Straße und Huchting, Roland-Center
- Bremen Linie 4 zwischen Borgfeld und Falkenberg (Niedersachsen).

#### Nordrhein-Westfalen
- Bochum-Höntrop – Witten-Heven, Linie 310 der Bochum-Gelsenkirchener Straßenbahnen AG auf dem Abschnitt WIT-Innenstadt–Heven Dorf (siehe auch Straßenbahn Bochum-Gelsenkirchen)[1] (es verkehren Niederflurwagen, Neutrassierung via Langendreer)
- Bonn – Königswinter – Bad Honnef (Siebengebirgsbahn), Linie 66 der Stadtbahn Bonn (ehemalige Kleinbahn)
- Bonn – Sankt Augustin – Siegburg (Siegburger Bahn), Linie 66 der Stadtbahn Bonn (ehemalige Kleinbahn)
- Düsseldorf – Neuss, Linien 709 und U75 der Stadtbahn Düsseldorf
- Düsseldorf – Ratingen, Linie U72 der Stadtbahn Düsseldorf
- Düsseldorf – Krefeld, Linie U76 (K-Bahn) der Stadtbahn Düsseldorf (ehemalige Kleinbahn)
- Düsseldorf – Duisburg, Linie U79 (D-Bahn) von Stadtbahn Düsseldorf und Stadtbahn Duisburg (ehemalige Kleinbahn)
- Köln-Brück – Bensberg, Linie 1 der Stadtbahn Köln
- Museumsstrecke des Bergischen Straßenbahnmuseums in Wuppertal-Kohlfurth

#### Sachsen
- Bad Schandau – Lichtenhainer Wasserfall (Kirnitzschtalbahn), Überlandbahn in durchgängiger Straßenseitenlage Bad Schandau auswärts rechts
- Dresdner Verkehrsbetriebe
  - (Dresden-)Trachau – Radebeul – Coswig – Weinböhla (Linie 4 der Straßenbahn Dresden, in und ab Radebeul Teil einer Ende der 1920er Jahre geplanten Schnellstraßenbahnstrecke Pirna – Dresden – Meißen)
  - (Dresden-)Stauffenbergallee (Albertstadt, ex Arsenal)) - Hellerau/Klotzsche - Weixdorf (ehemalige Vorortbahn Arsenal – Klotzsche/Hellerau, heute vollständig in das Stadtnetz (Linien 7  und 8) integriert)
  - Laubegast – Leuben - Niedersedlitz/Kleinzschachwitz (ehemalige Dresdner Vorortsbahn), heute vollständig in das Stadtnetz (Linien 2 und 6) integriert)
- Große Leipziger Straßenbahn (GLSt), in den Leipziger Verkehrsbetrieben aufgegangen
  - Torgauer Straße – Taucha (heute als Linie 3 in das Stadtnetz integriert)
  - Connewitz – Dölitz – Markkleeberg (heute Markkleeberg-Ost), Linie 11. Diese Strecke verbindet zwei Städte, jedoch verläuft sie durchgehend im Straßenraum auf der Fahrbahn.
  - Leipziger Außenbahn AG (LAAG), Tochter der GLSt
    - Wahren – Schkeuditz, Überlandbahn, heute zur Linie 11 gehörend
    - Leutzsch – Böhlitz-Ehrenberg – Gundorf, heute als Linie 7 vollständig in das Stadtnetz integriert

  - Großzschocher – Knautkleeberg, heute als Linie 3 vollständig in das Stadtnetz integriert

#### Sachsen-Anhalt
- Straßenbahnstrecke Halle-Ammendorf–Bad Dürrenberg, Verlauf: Halle (Saale) – Schkopau – Merseburg – Leuna – Bad Dürrenberg, auf ihr verkehrt die mit ca. 31 km zeitweise längste deutsche Straßenbahnlinie

#### Thüringen
- Gotha – Waltershausen – Friedrichroda – Bad Tabarz (Thüringerwaldbahn), Linie 4 der Straßenbahn Gotha, 21,7 km lang

### Österreich
- Linie 6 Innsbruck – Igls der Innsbrucker Verkehrsbetriebe
- Kleinbahn Graz – Maria Trost (heute Linie 1, teilweise eingleisig, Gebiet der Strecke mittlerweile weitgehend verbaut)
- Linie 31 (vormals 331) der Wiener Straßenbahn nach Stammersdorf (noch in Betrieb, hat aber infolge vollständiger Verbauung der Brünner Straße den Charakter einer Überlandstraßenbahn verloren)

### Belgien

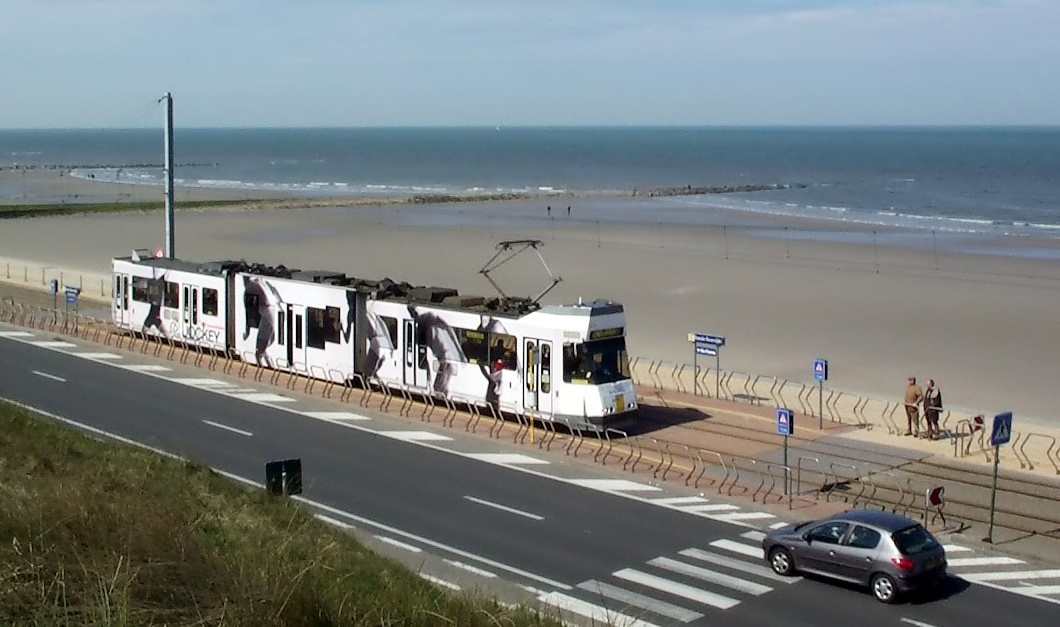
Kusttram bei Oostende

- De Panne – Oostende – Zeebrugge – Knokke (Kusttram, längste Straßenbahnlinie Europas)
- Abschnitt Pétria – Anderlues der Stadtbahn Charleroi

### Frankreich
- Lille – Marcq-en-Baroeul – Roubaix-Eurotéléport / Tourcoing-Centre („Mongy“)
- Lyon – Villeurbanne – Vaulx-en-Velin – Meyzieu – Aéroport St-Exupéry (T3/LEA/Rhônexpress, überwiegend auf früherer Eisenbahntrasse der CFEL Chemins de fer de l’Est de Lyon)
- Jacou – Castelnau-le-Lez – Montpellier – St-Jean-de-Védas (Linie 2 der Straßenbahn Montpellier, teilweise auf Bahninfrastruktur RFF der früheren Linie Montpellier – Paulhan)
- Famars-Université – Valenciennes – Aulnoy-lez-Valenciennes – Anzin – Denain (teilweiser Verlauf auf früherer Industriebahntrasse Somain – Péruwelz)
- La Défense – Sèvres – Meudon-sur-Seine – Issy-les-Moulineaux – Paris-Porte de Versailles (Straßenbahnlinie T2 der RATP in der Île-de-France, ehemalige Eisenbahn „Ligne des Moulineaux“ im Westen von Paris)

### Italien
- Bergamo–Albino
- Sassi–Superga (Zahnradbahn)

### Niederlande
- Straßenbahn Den Haag Linie 1 Scheveningen – Den Haag – Delft

### Polen
- Łódź, Linie 43 Łódź (Telefoniczna) – Lutomiersk (pl. Jana Pawła II), Straßenbahn der Gesellschaft „Miejskie Przedsiębiorstwo Komunikacyjne Sp. z o.o.“, bis zum 31. März 2012 betrieben von der Gesellschaft „Tramwaje Podmiejskie Sp. z o.o.“
- Łódź, Linie 9 Łódź (Augustów) – Konstantynów (Park Miejski), Straßenbahn der Gesellschaft „Miejskie Przedsiębiorstwo Komunikacyjne Sp. z o.o.“, bis zum 31. März 2012 als Linie 43bis von Lodz-Stoki und betrieben von der Gesellschaft „Tramwaje Podmiejskie Sp. z o.o.“
- Łódź, Linie 46 Łódź (Zdrowie) – Ozorków (Cegielniana), Straßenbahn der Gesellschaft „Miejskie Przedsiębiorstwo Komunikacyjne Sp. z o.o.“, bis zum 31. März 2012 betrieben von der Gesellschaft „Międzygminna Komunikacja Tramwajowa Sp. z o.o.“ von Łódź-Chocianowice-IKEA
- Łódź, Linie 41 (ehemals Linie 41 der Gesellschaft „Międzygminna Komunikacja Tramwajowa Sp. z o.o.“, dann Linie 11 im Betrieb der Gesellschaft „Miejskie Przedsiębiorstwo Komunikacyjne Sp. z o.o.“, danach Linie P, von der gleichen Gesellschaft betrieben) Łódź (Plac Niepodległości) – Pabianice (Pabianice-Wiejska), Straßenbahn der Gesellschaft „Miejskie Przedsiębiorstwo Komunikacyjne Sp. z o.o.“
- Łódź, Linie 16 (ehemals Linie 45 der Gesellschaft „Międzygminna Komunikacja Tramwajowa Sp. z o.o.“, dann Linie 11 der Gesellschaft „Miejskie Przedsiębiorstwo Komunikacyjne Sp. z o.o.“) Łódź (Kurczaki) – Zgierz (plac Kilińskiego), Straßenbahn der Gesellschaft „Miejskie Przedsiębiorstwo Komunikacyjne Sp. z o.o.“

### Rumänien
- Arad – Ghioroc
- Craiova – Ișalnița

### Tschechien
- Liberec – Jablonec nad Nisou, Straßenbahn der Verkehrsbetriebe Liberec
- Most – Litvínov, Überlandstrecke zwischen beiden Städten durch einen großen Industriekomplex
- Ostrava, Linie 5 Vřesinská – Zátiší, ehemalige Eisenbahnstrecke

### Vereinigte Staaten
- Philadelphia – Norristown (Norristown High Speed Line)
- San Diego – San Ysidro Transit Center (Staatsgrenze zu Mexiko)

## Stillgelegte Strecken (Auswahl)

### Deutschland

#### Baden-Württemberg
- Straßenbahn Esslingen–Nellingen–Denkendorf (END)
- Straßenbahn Ravensburg–Weingarten–Baienfurt (Deutsche Bundesbahn)
- (Heidelberg –) Eppelheim – Plankstadt – Schwetzingen (HSB)
- (Heidelberg –) Leimen – Nußloch – Wiesloch (HSB)
- Heidelberg – Neckargemünd (HSB)

#### Bayern
- Dampfstraßenbahn Neuötting–Altötting

#### Berlin und Brandenburg
- Tegel – Heiligensee bzw. Tegelort (siehe auch Straßenbahn der Gemeinde Heiligensee an der Havel)
- Spandau – Johannesstift – Hennigsdorf (siehe auch Spandau-West–Hennigsdorfer Kleinbahn)
- Brandenburg/Havel – Plaue – Kirchmöser West (Ende September 2002 eingestellt)[2]

#### Hessen
- Herkulesbahn Kassel – Herkules

#### Niedersachsen und Bremen
- Braunschweig – Wolfenbüttel
- Überlandstrecken der Straßenbahn Hannover, u. a. nach Hildesheim (stillgelegt 1958), Barsinghausen (1952), Großburgwedel (1956), Sehnde (1960)

#### Nordrhein-Westfalen
- Überlandstrecken der Straßenbahn Aachen
- Linie 310 in Bochum/Witten via Kaltehardt[3]
- Dortmund – Dortmund-Mengede
- Dortmund-Hörde – Schwerte
- Emmerich – Rees – Empel
- Straßenbahn Krefeld–Moers
- Kleinbahn Haspe–Voerde–Breckerfeld (Hagen-Haspe – Breckerfeld; später SL 11)
- Herforder Kleinbahn (Spenge – Enger – Herford – Bad Salzuflen – Vlotho) und
- Bielefelder Kreisbahnen (u. a. Werther / Enger – Bielefeld)
- Paderborn – Horn – Detmold (PESAG)
- Horn – Blomberg (PESAG)
- Hohenlimburg – Iserlohn – Hemer (Iserlohner Kreisbahn)
- Iserlohn – Pleuger – Altena (Iserlohner Kreisbahn)
- Siegburg – Zündorf
- Unna – Kamen – Werne
- Wuppertal – Solingen
- Wuppertal-Vohwinkel – Düsseldorf-Benrath
- Wuppertal – Remscheid
- Düsseldorf – Moers
- Hagen, Haßleyer Straße – Hohenlimburg

#### Rheinland-Pfalz und Saarland
- Strecken der Straßenbahn Koblenz nach Bendorf-Sayn, Höhr-Grenzhausen, Arenberg und Oberlahnstein
- Bad Kreuznach–Langenlonsheim
- Bad Kreuznach–St. Johann
- Neustadt an der Weinstraße–Landau in der Pfalz (Pfälzer Oberlandbahn)
- Saarbrücken – Dudweiler – Sulzbach – Friedrichsthal – Elversberg – Spiesen
- Saarbrücken – Riegelsberg – Heusweiler (1907–1953)

#### Sachsen
- Dresden-Cotta – Cossebaude
- Dresden-Altplauen – Freital-Cossmannsdorf
- Dresden-Niedersedlitz – Kreischa (Lockwitztalbahn)
- Straßenbahn Hohenstein-Ernstthal–Oelsnitz
- Meusdorf (Leipzig) – Liebertwolkwitz
- Paunsdorf (Leipzig) – Engelsdorf
- Connewitz (Leipzig) – Markkleeberg West

#### Sachsen-Anhalt
- Magdeburg-Westerhüsen – Schönebeck
- Straßenbahnstrecke Merseburg–Mücheln, siehe auch Straßenbahnstrecke Halle-Ammendorf–Bad Dürrenberg

### Österreich
- Straßenbahn Dornbirn–Lustenau (1938 eingestellt)
- Baden – Bad Vöslau (1951 eingestellt)
- Straßenbahn St. Pölten – Harland (1976 eingestellt)
- Straßenbahn Ybbs – Kemmelbach (Spurweite 760 mm, 1953 eingestellt)
- Straßenbahn Ebelsberg – St. Florian (Spurweite 900 mm, 1974 eingestellt)
- Linie 80 der Wiener Straßenbahn, „Dschungelexpress“ in den Prater (Rotundenbrücke – Lusthaus, 1969 eingestellt)
- Linie 17a (vormals 117) der Wiener Straßenbahn (Floridsdorf – Leopoldau, 1970 eingestellt)
- Linie 317 der Wiener Straßenbahn (Floridsdorf – Groß-Enzersdorf, 1970 eingestellt)
- Linie 360 der Wiener Straßenbahn (Mauer, später Rodaun – Mödling, 1967 eingestellt)

### Schweiz
- Chemin de fer Carouge - Croix-de-Rozon (auf Busbetrieb umgestellt 1939 und 1952)
- Clarens-Chailly-Blonay-Bahn (auf Busbetrieb umgestellt 1956)
- Elektrische Strassenbahnen im Kanton Zug (auf Busbetrieb umgestellt 1953 und 1955)
- Gland–Begnins (auf Busbetrieb umgestellt 1954)
- Limmattal-Strassenbahn (auf Busbetrieb umgestellt 1931 und 1956)
- Ligne du Jorat (auf Busbetrieb umgestellt 1963)
- Lugano-Cadro-Dino-Bahn (auf Busbetrieb umgestellt 1967 und 1970)
- Lugano-Tesserete-Bahn (auf Busbetrieb umgestellt 1967)
- Sernftalbahn (auf Busbetrieb umgestellt 1969)
- Chemin de fer Genève - Veyrier (auf Busbetrieb umgestellt  1956)
- Strassenbahn Schaffhausen–Schleitheim (auf Busbetrieb umgestellt 1964)
- Strassenbahn Steffisburg–Thun–Interlaken (zwischen 1939 und 1958 eingestellt)
- Uster-Oetwil-Bahn (auf Busbetrieb umgestellt 1949)
- Vevey–Montreux–Chillon–Villeneuve (auf Busbetrieb umgestellt 1952 bis 1958)
- Wetzikon-Meilen-Bahn (auf Busbetrieb umgestellt 1950)

### Belgien
- nationales Überlandstraßenbahnnetz der NMVB/SNCV (Nationale Maatschappij van Buurtspoorwegen/Société nationale des chemins de fer vicinaux), etwa 4.000 km, sowohl dampf/dieselbetrieben als auch elektrisch, verbliebene Abschnitte siehe oben.

### Frankreich
- Straßenbahnen im Département Haute-Vienne
- Straßenbahn Moûtiers-Salins–Brides-les-Bains
- Überlandnetz der Straßenbahn Straßburg

### Italien
- Mailand–Limbiate (Linie 179 der ATM Milano)
- Straßenbahn Lana–Meran, stillgelegt 1950

### Polen
- Łódź: Linie 44 nach Aleksandrów Łódzki, (1992 stillgelegt)
- Łódź: Linie 42 nach Rzgów – Tuszyn, (Abschnitt Rzgów – Tuszyn 1978 stillgelegt, 1993 der Rest)

### Niederlande
- Noord-Zuid-Hollandsche Tramweg-Maatschappij (NZHTM), nach 1946: Noord-Zuid-Hollandsche Vervoer Maatschappij (NZHVM), von 1881 bis 1961 in dem Gebiet zwischen Scheveningen, Den Haag, Leiden, Katwijk, Noordwijk, Haarlem, Zandvoort, Amsterdam, Purmerend, Edam und Volendam. Die Fahrzeuge hatten ab 1924 eine dunkelblaue Farbe, daher auch der Name „Blauwe Tram“.

### Rumänien
- Sibiu – Rășinari

### Vereinigte Staaten
- Chicago North Shore and Milwaukee Railroad
- Houston – Galveston, Galveston-Houston Railway
- Hudson, Pelham and Salem Street Railway
- Illinois Terminal Railroad
- Key System (San Francisco/Oakland)
- Lackawanna and Wyoming Valley Railroad (Laurel Line)
- Pacific Electric Railway (Los Angeles) (siehe auch Hollywood Subway)
- San Francisco – Sacramento – Chico, Sacramento Northern Railway
- Texas Electric Railway (Dallas)
- Toledo – Sandusky – Cleveland, Lake Shore Electric Railway